# Становий театр
Ста́новий театр або чеськ. Stavovské divadlo — історичний театр у Празі, Чехія. Становий театр був приєднаний до Національного театру в 1948 році і в даний час основою театру є три художні колективи — опери, балету і драми, які виступають у Становому театрі, Національному театрі та Театрі Коловрат (окрема будівля, палац Коловрата).

## Історія
Становий театр був побудований наприкінці 18 століття у відповідь на просвітницькі думки щодо загального доступу до театру. Самі театри тоді почали вважатися демонстрацією культурних стандартів нації. Становий театр був спроєктований Антоном Хаффенекером і побудований трохи менше ніж за два роки для аристократа Франтішека Антоніна графа Ностіца Рінека.

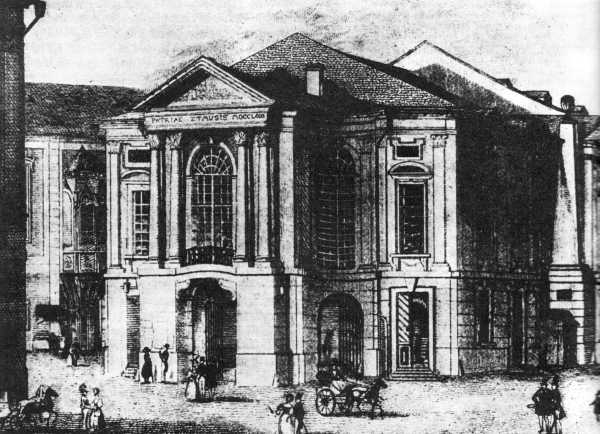
Театр у 1797 році